# Wigmund

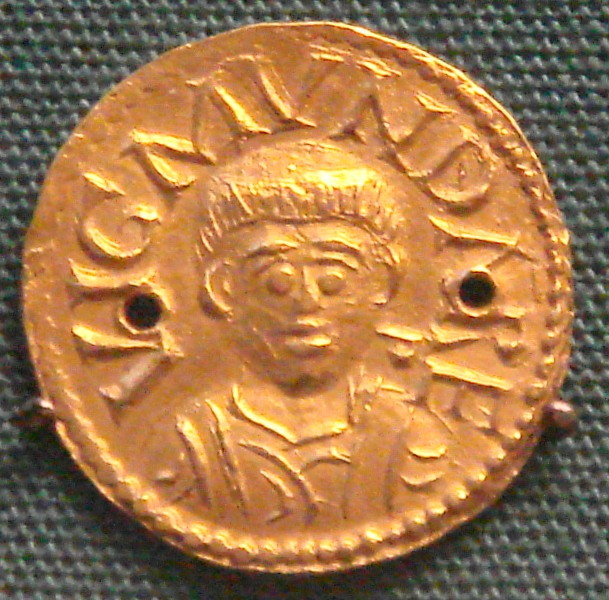
Münze mit Bildnis von Wigmund

Wigmund († 854) war Erzbischof von York. Er wurde 837 zum Bischof geweiht und trat sein Amt im selben Jahr an. 
Er starb 854.